# Quốc lộ 7 (Campuchia)
Quốc lộ 7 (10007) là một tuyến quốc lộ ở Campuchia. Với tổng chiều dài 509,17 km, tuyến đường này nối thị trấn Skuon thuộc huyện Cheung Prey tỉnh Kampong Cham với cửa khẩu quốc tế Trapeang Kriel (tỉnh Stung Treng) ở biên giới với Lào.
Tháng 11 năm 2004, người ta thông báo chính quyền Trung Quốc sẽ viện trợ giúp Campuchia xây lại tuyến đường này, với tổng thầu là công ty Shanghai Construction (Group) General Co của Trung Quốc. Tổng mức đầu tư khoảng 600 tỷ nhân dân tệ (hơn 73 triệu USD) và hoàn thành trong 44 tháng.